# 1984年夏季残疾人奥林匹克运动会科威特代表团
1984年夏季残疾人奥林匹克运动会科威特代表团是科威特派出的1984年夏季残疾人奥林匹克运动会代表团。获得1枚金牌、3枚银牌和4枚铜牌。